# 綠色山谷 (加利福尼亞州洛杉磯縣)
綠色山谷（英語：Green Valley）是位於美國加利福尼亞州洛杉磯縣的一個人口普查指定地區。

## 地理
綠色山谷的座標為34°37′18″N 118°24′50″W / 34.62167°N 118.41389°W，而該地最高點為海拔高度895米（即2936英尺）。

## 人口
根據2010年美國人口普查的數據，綠色山谷的面積為33.176平方千米，當中陸地面積為33.176平方千米，而水域面積為0.000平方千米。當地共有人口1027人，而人口密度為每平方千米30人。